# 吉雄镇
吉雄镇（藏語：སྐྱིད་གཤོངས་，威利转写：skyid gshongs），是中华人民共和国西藏自治区山南市贡嘎县下辖的一个乡镇级行政单位。

## 行政区划
吉雄镇下辖以下地区：
扎青社区、吉雄社区、红星社区和刘琼村。